# Златотрби ћубасти заморац
Златотрби ћубасти заморац (лат. Cercopithecus pogonias pogonias) је подврста ћубастог заморца, врсте примата (Primates) из породице мајмуна Старог света (Cercopithecidae).

## Распрострањење
Подврста је присутна у Екваторијалној Гвинеји.

## Угроженост
Ова подврста се сматра рањивом у погледу угрожености од изумирања.